# Cerium(IV)oxide
Cerium(IV)oxide is een anorganische verbinding van cerium, met als brutoformule CeO2. De stof komt voor als een wit tot lichtgeel, fijn kristallijn poeder. Het wordt ook onder de vorm van nanopartikels gebruikt. Het kan verkregen worden uit ceriumhoudende mineralen als ceriet en bastnäsiet.

## Toepassingen
Cerium(IV)oxide heeft een aantal belangrijke toepassingen:
- in de petroleumraffinage (katalysatoren voor katalytisch kraken)
- in driewegkatalysatoren voor het zuiveren van de uitlaatgassen van voertuigen
- het is een hard, abrasief poeder en wordt gebruikt voor het polijsten van glas (televisieschermen, lenzen, spiegels), het verwijderen van krassen uit ruiten, het polijsten van siliciumwafels voor zonnecellen en het slijpen van edelstenen
- voor het ontkleuren van groen glas
- als een pigment (opacifier, dat wil zeggen lichtondoorlatend makend) in dermatologische preparaten (niet-irriterende lipstick e.d.)
- het wordt verwerkt in de wand van zelfreinigende ovens, om het vastzetten van kookresten te verhinderen
- in gloeikousjes van gaslampen
- recente toepassingen zijn:
  - als additief aan dieselbrandstof om de uitstoot van roet te verminderen. Ceriumoxide werkt als katalysator op het roetfilter en zorgt dat het roet verbrandt tot koolstofdioxide. Uitlaatgassen van dieselmotoren kunnen ceriumoxide bevatten;
  - in anodes voor brandstofcellen.

## Cerium(III)oxide
Door reductie van cerium(IV)oxide met waterstofgas bij ca. 1400 °C wordt cerium(III)oxide (Ce2O3) geproduceerd.